# Danielle Hill
Danielle Hill, född 27 september 1999, är en irländsk simmare.

## Karriär
Vid europamästerskapen i simsport 2024 tog Hill guld på 50 meter ryggsim och silver på 100 meter ryggsim.